# Сантена
Сантена (итал. Santena) — коммуна в Италии, располагается в регионе Пьемонт, в провинции Турин.
Население составляет 10313 человека (2008 г.), плотность населения составляет 626 чел./км². Занимает площадь 16 км². Почтовый индекс — 10026. Телефонный код — 011.
Покровителем коммуны почитается священномученик Лаврентий, празднование 10 августа.

## Демография
Динамика населения:

## Администрация коммуны
- Официальный сайт: http://www.comune.santena.to.it/